# Kenshiro Suzuki
Kenshiro Suzuki (鈴木 拳士郎 Suzuki Kenshiro?), född 20 mars 1996 i Shizuoka prefektur, är en japansk fotbollsspelare.
Suzuki började sin karriär 2018 i Kamatamare Sanuki. 2020 flyttade han till Azul Claro Numazu.